# Basalys fumipennis
Basalys fumipennis is een vliesvleugelig insect uit de familie van de Diapriidae. De wetenschappelijke naam van de soort is voor het eerst geldig gepubliceerd in 1833 door Westwood.